# Диссоциативные вещества
Диссоциати́вные вещества́, или диссоциати́вы — психоактивные вещества, нарушающие восприятие внешнего мира и приводящие к нарушению нормальной работы сознания. Характерным примером являются фенциклидин (PCP, «ангельская пыль») и кетамин, которые изначально разрабатывались как анестетики общего применения в хирургии. Диссоциативы искажают характер восприятия звуковых и зрительных образов и вызывают ощущение отчужденности-диссоциативности — от всего окружающего и от самих себя. Эти влияющие на мышление эффекты не являются в прямом смысле галлюцинациями. Фенциклидин и кетамин известны под более точно определяющим их действие названием «диссоциативных анестетиков». Декстрометорфан — препарат, широко используемый для лечения кашля — при приёме в больших дозах способен вызвать эффекты, сходные с действием фенциклидина и кетамина за счёт стимуляции σ-рецепторов.
Диссоциативные вещества действуют посредством видоизменения распределения нейротрансмиттера глутамата в мозге. Глутамат обеспечивает восприятие боли, реакцию на окружающую действительность и память.
Выделяют следующие группы диссоциативных веществ:
- антагонисты NMDA-рецептора;
- агонисты k-опиоидных рецепторов;
- агонисты σ-опиоидных рецепторов;
- вещества, полученные из красных мухоморов;
- холинолитики.

## Эффекты

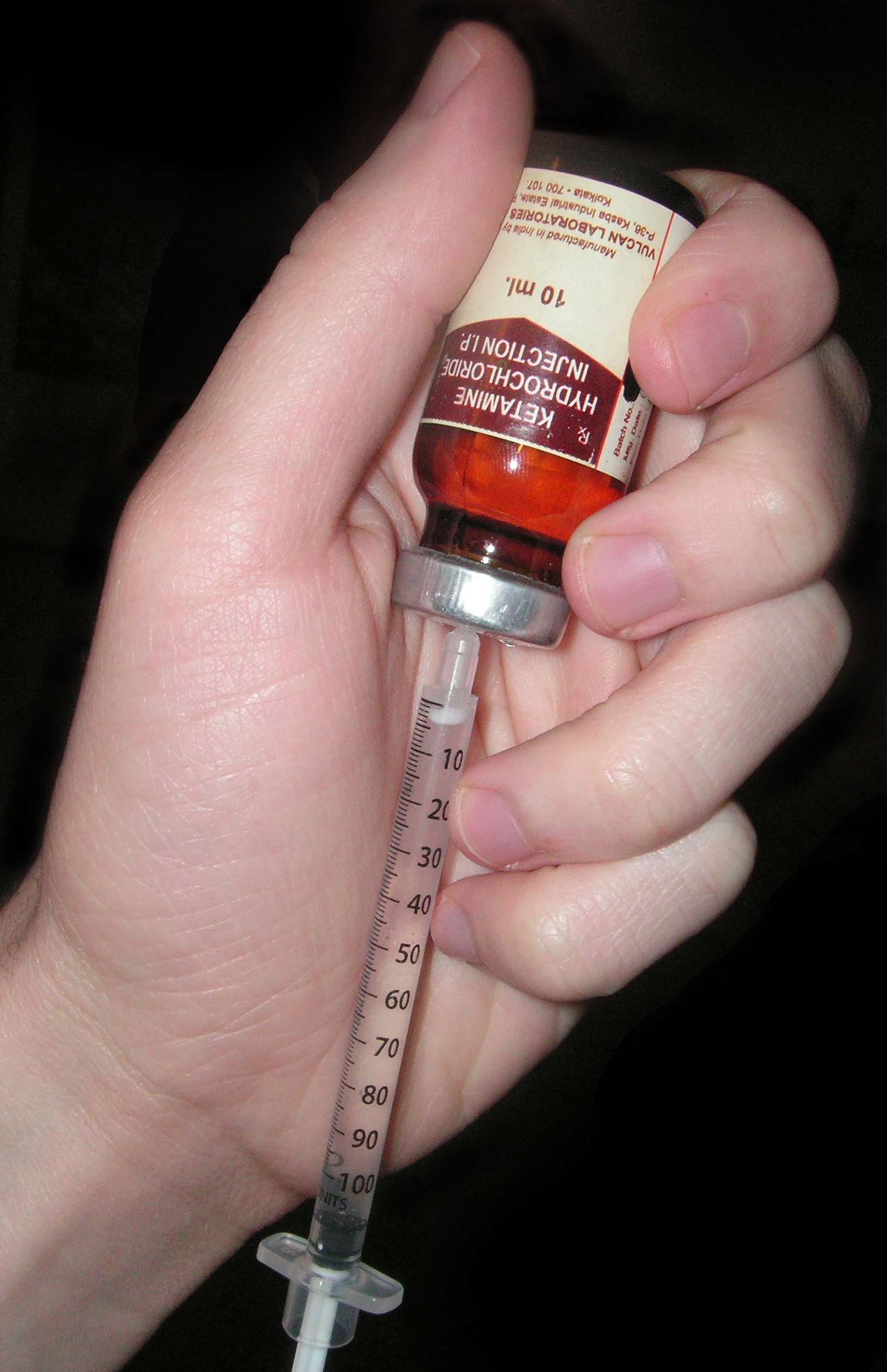
Раствор кетамина

Эффекты от употребления диссоциативов могут включать сенсорную диссоциацию, галлюцинации, манию, каталепсию, обезболивание, потерю чувствительности и амнезию. Характерные черты диссоциативной анестезии были описаны как каталепсия, амнезия и анальгезия. Согласно Пендеру (1972), «состояние определяется в качестве диссоциативной анестезии, как только пациент действительно диссоциируется от окружающей его среды». Бонта (2004) описал диссоциативную анестезию как «[…] особое анестетическое состояние, в котором отмечается потеря чувствительности и анальгезией, а амнезия не сопровождается потерей сознания.» Пендер (1970) и Джонстон в соавторстве (1959) сообщили, что пациенты, находящиеся под кетаминовой или фенциклидиновой анестезией, были склонны к бесцельным движениям и видели галлюцинации (или «сны») во время и после наркоза. Некоторые пациенты находили галлюцинации эйфорическими, некоторые беспокоящими.
В преданестетических дозировках диссоциативы могут вызывать такие же когнитивные и перцептивные изменения, как и другие галлюциногенные вещества, вроде ЛСД, мескалина и псилоцибина. Следовательно, они также считаются галлюциногенами и психоделиками. Возможно, самое значимое субъективное отличие между диссоциативами и классическими галлюциногенами (такими как ЛСД и мескалин) — диссоциативные эффекты, включая: деперсонализацию, чувство нереальности происходящего, отчуждения от самого себя, или невозможность контролировать свои действия, дереализация, растворение эго, ощущение, что всё вокруг нереально или является сном.

## Группы веществ

### NMDA-антагонисты
Адамантаны
- Амантадин
- Мемантин
- Римантадин

Арилциклогексиламины
- Диэтициклидин
- Эксетамин
- Этициклидин
- Гациклидин
- Кетамин[12]
- Метафит
- Метоксетамин
- Нерамексан
- Фенциклидин[13]
- Фенилгексилциклопирролидин[14]
- Ролициклидин
- Теноциклидин
- Тилетамин
- Метоксидин (4-MeO-PCP)

Морфинаны
- Декстрометорфан (DXM)
- Декстрорфан (DXO)
- Меторфан
- Морфанол

Другие
- 2-MDP
- 8A-PDHQ
- Аптиганель
- Дексоксадрол
- Диэтиловый эфир
- Дизоцилпин
- Этоксадрол
- Ибогаин (обнаружен в Tabernanthe iboga)
- Мидафотель
- NEFA
- Оксид азота[15]
- Норибогаин
- Перцинфотель
- Ремацемид
- Селфотель
- Ксенон

### Агонисты k-опиоидных рецепторов
- 2-этоксиметил сальвинорин B
- 2-метоксиметил сальвинорин B
- Алазоцин
- Бремазоцин
- Буторфанол
- Циклазоцин
- Ципренорфин
- Дезоцин
- Энадолин
- Геркинорин
- HZ-2
- Ибогаин
- Кетазоцин
- Метазоцин
- Налбуфин
- Налфурафин
- Налорфин
- Норибогаин
- Феназоцин
- Пентазоцин
- Сальвинорин A (обнаружен в Salvia divinorum)
- Спирадолин
- Тифлуадом
- U-50488